# Vincent Hunink
V.J.C. (Vincent) Hunink (Nijmegen, 1962) is een Nederlands classicus en vertaler. Hij werd in 2003 universitair docent klassiek en vroegchristelijk Grieks en Latijn aan de Radboud Universiteit. Eerder was hij onder meer docent Latijn aan de Universiteit van Leiden.

## Biografie
Na een studie klassieke talen promoveerde Hunink in 1992 op een commentaar op het derde boek van de Pharsalia van de Romeinse dichter Lucanus. Zijn onderzoek richt zich op onder andere de Latijnse auteurs Lucanus, Apuleius, Tertullianus en Augustinus.
Tevens is hij redactielid van onder meer Hermeneus (het tijdschrift van het Nederlands Klassiek Verbond). Hunink is vooral bekend van een inmiddels onafzienbare reeks vertalingen uit het Latijn, waarvoor hij in 2006 werd onderscheiden met de Oikos publieksprijs en in 2011 met een vertaalprijs van het Nederlands Letterenfonds.

## Vertalingen (selectie)
- Apuleius, Toverkunsten (1992) (download)
- Caesar, Oorlog in Gallië (1997)
- Sallustius, Rome in verval (De samenzwering van Catilina en De oorlog tegen Jugurtha) (1999) (download)
- De zeereis van de heilige Brendaan (1999) (download)
- Tacitus, Leven van Agricola en De Germanen (2000) (download)
- De regel van Sint-Benedictus (2000)
- Augustinus, Het werk van monniken (met L. Baas en P. van Geest), (2002) (download)
- Apuleius, De gouden ezel (Metamorfosen) (2003)
- Seneca, Leren sterven. Brieven aan Lucilius (2004)
- Jacobus de Voragine, De hand van God. De mooiste heiligenlevens uit de "Legenda Aurea" (met Mark Nieuwenhuis) (2006) (download)
- Petronius, Satyrica (2006)
- Cicero, De kunst van het oud worden (2008)
- Odoric van Friuli, Mijn reis naar het Verre Oosten (met Mark Nieuwenhuis) (download)
- Thomas a Kempis, De rozentuin (met Paul van Geest) (2009)
- Tacitus, Historiën (2010)
- Johannes Moschus, De weide (met Michiel Op de Coul) (2010)
- Velleius Paterculus, Van Troje tot Tiberius. De geschiedenis van Rome (2011)
- Augustus, Augustus. Mijn wapenfeiten (2019)

## Onderscheiding
- Officier in de Orde van Oranje-Nassau (Lintjesregen 2024).[1]